# BB 10004
La BB 10004 est une locomotive électrique prototype de la société nationale des chemins de fer français (SNCF) qui permit la mise au point de la traction par moteurs synchrones autopilotés alimentés par onduleurs de courant à thyristors.
Cette machine a été réalisée en 1982 à partir de la BB 15055. Elle donna meilleure satisfaction que la BB 10003. L'expérimentation sera approfondie par les prototypes bicourant BB 20011-20012 qui préfigureront les BB 26000.
Sa livrée est semblable à celle des BB 15000 mais avec un fond bleu et non rouge. Elle sera remise au type BB 15000 en 1989.
L'onduleur à thyristors est constitué de six lignes de thyristors. La commutation du courant d'un bras d'alimentation à l'autre s'effectue spontanément sous l'action des forces électromotrices du moteur (sauf au démarrage).

## Modélisme
- Cette locomotive a été reproduite en HO par les marques Roco, Lima et LS Models .